# Lorenz Saladin

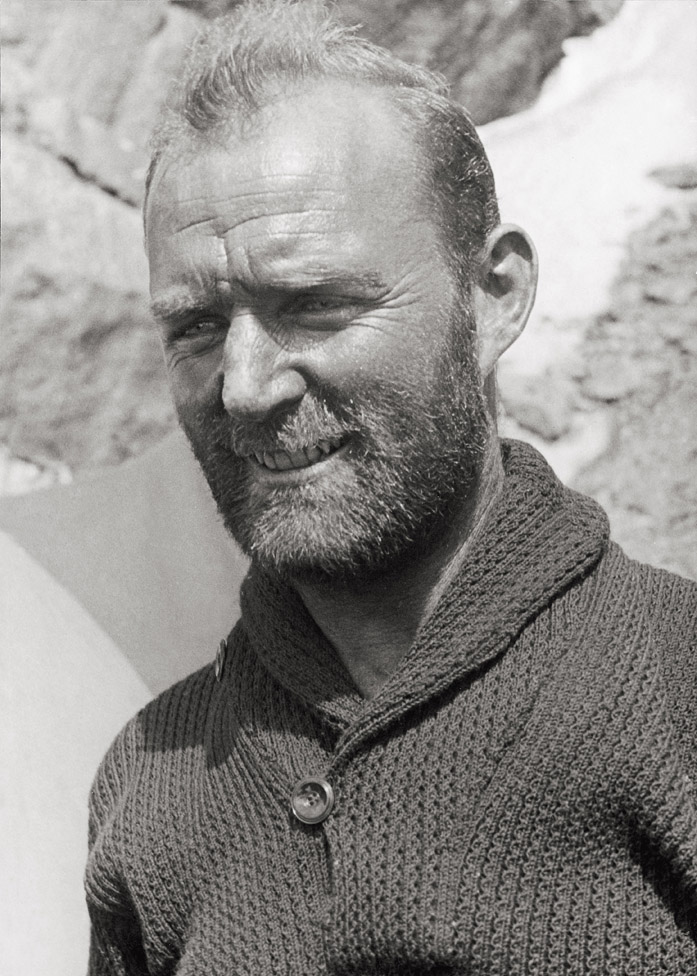
Lorenz Saladin

Lorenz Saladin (* 28. Oktober 1896 in Nuglar-St. Pantaleon; † 17. September 1936 in Maida-Adyr, Kirgisische ASSR, Russische SFSR, Sowjetunion) war ein Schweizer Expeditionsbergsteiger und Fotograf. 

## Leben
Saladin stammte aus einfachsten Verhältnissen, arbeitete in verschiedenen Berufen, unter anderem als Sanitärmonteur, leistete Grenzdienst im Ersten Weltkrieg. Schon früh passionierter Bergsteiger und Kletterer, aktiv im Touristenverein Naturfreunde, Sektion Zürich und im Schweizer Alpen-Club. Politisch engagiert war er in der KPS (Kommunistische Partei der Schweiz).
Auf abenteuerlichen Reisen zwischen 1920 und 1932 durch Europa, Südamerika und die USA begann er zu fotografieren und entwickelte sich autodidaktisch zum hervorragenden Fotografen.
1932 war Saladin Teilnehmer an der Kaukasusexpedition des Alpinen Skiclubs Zürich A.S.C.Z. Dabei lernt er den Moskauer Musikstudenten und Bergsteiger Georgi Charlampiew kennen. Saladin begann Berichte mit eigenen Fotos in der alpinen Fachpresse und in Zeitschriften zu publizieren.
1934 organisierte er mit Charlampiews Unterstützung eine eigene Kaukasusexpedition, der grosse Besteigungen gelangen, unter anderem die Erstbesteigung des Fünftausenders Mishirgitau.
1935 nahm er an einer von den sowjetischen Behörden organisierten geologischen Expedition in den Pamir teil. Dabei lernt er die russischen Spitzenbergsteiger Witali und Jewgeni Abalakow kennen. Sie unternahmen schwierige Besteigungen, unter anderem am Pik Granitnij und dem Sechstausender Pik Trapez.
1936 reiste er wieder in den Pamir und erkundet mit Geologen unter anderem als erster Westeuropäer das Karasuu-Tal im Karavshin-Gebiet, heute ein Eldorado für Extremkletterer. Anschliessend reist er weiter in den Tienschan mit dem Ziel Khan Tengri. Nach bürokratischen Schwierigkeiten, einem langen Anmarsch mit Pferden über den 60 Kilometer langen Gletscher Iniltschek gelingt Lorenz Saladin, Jewgeni und Witali Abalakow, Leonid Gutman und Michail Dadiomow am 5. September 1936 die dritte Besteigung des 7010 Meter hohen Khan Tengri über den Westgrat. 
Die Expedition war viel zu spät für diese Jahreszeit am nördlichsten und kältesten Siebentausender der Erde. Der Abstieg im Schneesturm wurde zum Drama, Gutman stürzte ab, verletzte sich schwer, Material ging verloren, es folgten Biwaknächte in Schneehöhlen. Alle litten an Höhenkrankheit, Dehydration und Erfrierungen. An den Folgen einer Infektion durch Manipulation seiner Erfrierungen mit einem Messer starb Saladin am 17. September 1936 auf dem Rückmarsch auf dem Rücken eines Pferdes am Ende des Iniltschek. Sein Grab wurde erst 2008 wiederentdeckt.
Von seinen Reisen und insbesondere seinen Expeditionen hinterliess Saladin eine grosse Zahl von hervorragenden alpinistischen und ethnografischen Fotos, teilweise in Stereo. Aufgrund dieser Bilder und ausführlicher Recherchen, unter anderem in Moskau, verfasste die Schweizer Schriftstellerin Annemarie Schwarzenbach eine Biografie Saladins, die bald vergriffen war. Lange blieben auch die Fotos verschollen. Während der Recherchen zu einer Neuausgabe von Schwarzenbachs Buch fanden die Autoren Robert Steiner und Emil Zopfi Saladins Fotoarchiv und konnten es aus Privatbesitz ins Alpine Museum Bern überführen.